# Сан Карлос (Санта Круз де Хувентино Росас)
Сан Карлос (шп. San Carlos) насеље је у Мексику у савезној држави Гванахуато у општини Санта Круз де Хувентино Росас. Насеље се налази на надморској висини од 1750 м.

## Становништво
Према подацима из 2010. године у насељу је живело 10 становника.

### Хронологија
| Година       | 2000         | 2005       | 2010 |
| ------------ | ------------ | ---------- | ---- |
| Становништво | 27 (14 / 13) | 15 (7 / 8) | 10   |

### Попис
| # | Индикатор                     | Вредност |
| - | ----------------------------- | -------- |
| 1 | Укупно домаћинстава           | 3        |
| 2 | Укупно насељених домаћинстава | 2        |
| 3 | Величина локације             | 1        |